# 祝融夫人

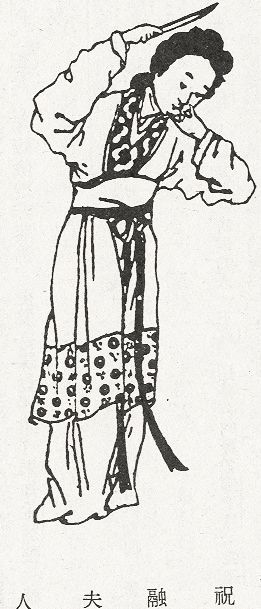
清朝所繪的祝融夫人像

祝融夫人是《三國演義》裡的虚构人物，南蠻王孟獲之妻。书中说她是火神祝融的後人，有一弟弟為带来洞主。善使飛刀，百發百中，還用飛刀打敗张翼。在孟獲被諸葛亮七擒七縱之後與孟獲一同投降於諸葛亮。

## 藝術形象

### 三國演義
- 祝融夫人以丈八长标为兵器，背插五口飞刀，百发百中，騎捲毛赤兔。三江城被诸葛亮取得后，替丈夫出阵，以飞刀伤张嶷之手，又用绊马索擒下马忠，生擒了兩人；然而因受不住赵云、魏延的挑衅，深入敌军陷阱，旋被马岱以绊马索擒下。最后孟获以张、马二将换回祝融夫人。后来诸葛亮七擒七纵孟获，孟获與祝融夫人亦随之归顺，表示永不再反。

### 影視
- 1994年電視劇《三國演義》：李雲娟

### 動漫遊戲
- 三國演義
- 真·三國無雙系列/無雙OROCHI系列（光榮公司開發，米本千珠配音）
- 神魔之塔